# Parandak
Parandak (en persan: رندک; anciennement Rahimabad (en persan: رَحيم‌آباد), également romanisée sous le nom de Raīmābād) est une ville du district central du comté de Zarandieh, dans la province de Markazi, en Iran. Il est situé à environ 65 km au sud-ouest de la capitale iranienne (Téhéran). La rivière de sel passe près du sud de la ville,.
Le Meshkouy représente l'histoire ancienne de Parandak Zarandiyeh. La ville de Parandak est le lieu de naissance du philosophe Abu Ali Masquee. L'existence de la région de Maskhoye, qui a été affectée par les civilisations parthes, a été dans la cinquième à la septième année depuis sa création, qui est une industrie de la poterie industrielle à grande échelle. La plus ancienne source faisant référence à Meshkouy est le livre d'al-'Alāq al-Nafisa, écrit en l'an 290 de la fin des années par Abu Ali Ahmadābn Esfahani, plus connu sous le nom d'Ibn Rasta.